# Раусдорф (Тюрингия)
Раусдорф (нем. Rausdorf) — община в Германии, в земле Тюрингия.
Входит в состав района Заале-Хольцланд. Подчиняется управлению Хюгелланд/Телер. Население составляет 182 человека (на 31 декабря 2010 года). Занимает площадь 3,16 км².